# Kidispey Choodu
Kidispey Dagbaevich Choodu (en ruso: Кидиспей Дагбаевич Чооду; Tes-Jem, Imperio ruso, 5 de mayo de 1908 - Kizil, Unión Soviética, 17 de diciembre de 1946) fue un pionero de la aviación, instructor de vuelo y el primer piloto tuvano.

## Biografía
Choodu nació el 5 de mayo de 1918 en el seno de una familia de ganaderos en el distrito administrativo (raión) de Tes-Jem, actualmente ubicado en la República de Tuvá en Rusia. De 1928 a 1930, después de servir en el Ejército Rojo, trabajó como secretario.
En 1934, después de que la República Popular de Tuvá solicitara ayuda para desarrollar su aviación regional, Moscú admitió a dos tuvanos con experiencia militar y con dominio del ruso, ambos procedentes del Regimiento Independiente de Caballería de Tuva, en la Escuela de Pilotos de Aviación Militar de Orenburgo: Kidispey Choodu y Lapshyn Oyun. Al llegar a la escuela les dieron nombres rusos para que los usaran en el entrenamiento para así evitar llamar demasiado la atención. En 1937, después de completar sus estudios, Choodu fue nombrado comandante de la unidad aérea del Regimiento de Caballería Independiente del Ejército Popular de Tannu Tuva y Oyun fue asignado como su ayudante.
Después, las autoridades tuvanas decidieron construir un aeropuerto en Kizil y adquirir aviones de la Unión Soviética, el 6 de julio de 1938, a Choodu se le encomendó la tarea de pilotar uno de los dos nuevos biplanos Po-2, donados por la Unión Soviética, desde Abakán en la URSS hasta Tuva y logró realizar un aterrizaje seguro en la taiga a pesar de las difíciles condiciones de navegación y la falta de infraestructura de aviación en la región. Después del histórico aterrizaje, que fue la primera vez que un avión aterrizó en Tuvá, el lugar fue visitado por los líderes de la república, algunos de los cuales viajaron brevemente en los aviones.
Posteriormente, participó en el desarrollo del aeropuerto de Kizil, en especial fue el encargado de buscar un lugar lo suficientemente adecuado para construir una pista, además de personal para administrar el aeropuerto y prestarle servicio, incluidos mecánicos, técnicos y despachadores. Luego, la URSS acordó proporcionar más equipos para ayudar a construir el aeropuerto, instalando estaciones de radio en los principales asentamientos de Tuvá. Debido a la escasez de pilotos, se le asignó la tarea de entrenar nuevos pilotos, algunos de los cuales combatieron posteriormente en la Segunda Guerra Mundial. Choodu también solicitó ser enviado al frente, pero su solicitud fue rechazada, ya que sus superiores consideraban que su trabajo entrenando a nuevos pilotos y ayudando a desarrollar la aviación tuvana era más importante. Aunque fue ascendido a mayor en 1943.
Su carrera no avanzó después: padeció tuberculosis durante los últimos tres años de su vida, por lo que estuvo frecuentemente internado en un hospital antes de morir en 1946. Fue enterrado junto a su esposa Chatkar, que era telefonista y murió apenas unos pocos meses antes que él. 
En 2018 se erigió un monumento en su honor en el aeropuerto de Kizil.